# Bithynia italica
Bithynia italica е вид коремоного от семейство Bithyniidae. Видът не е застрашен от изчезване.

## Разпространение
Разпространен е в Италия и Франция (Корсика).

## Описание
Популацията на вида е стабилна.